# Список Поморських князів

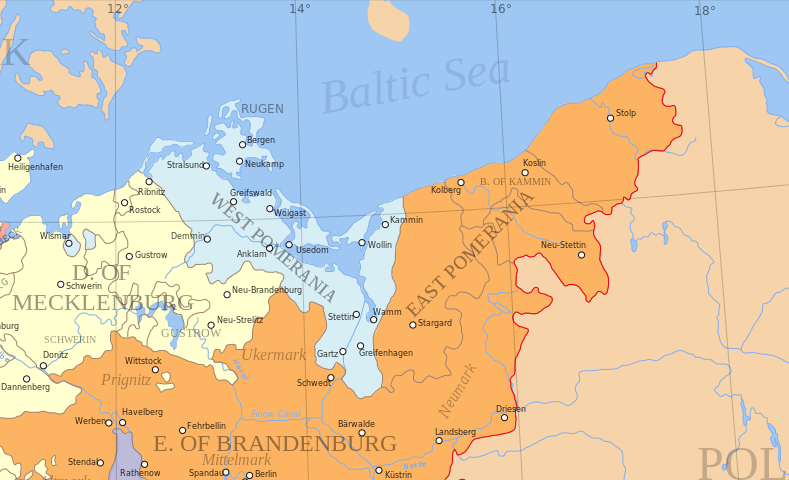
Мапа Помор'я

Поморські князі — правителі державних утворень (князівств) на землях Помор'я.
Хоча Поморське князівство зазвичай ототожнюють з колишнім герцогством і пізнішою провінцією Померанії, у широкому історичному сенсі це всі удільні князівства та теренах Помор'я, включаючи Східне, Західне Помор'я, Рюґен і та інші землі.

## Історія
Землі Помор'я до Х—ХІ століття були під владою місцевих племен, що заселяли ці краї. Починаючи з ХІІ століття, ці землі намагались підкорити польські, данські, німецькі та інші правителі.
Перші Поморські князі невідомі. Близько 1046 року згадується місцевий поморський князь: Земомисл. Хроніка, написана 1113 року Галлом Анонімом, згадує кількох князів у Помор'ї: Святобора, Гнівомира та неназваного князя, який був обложений поляками у Колобрезі.
Залишаючись одним із останніх язичницьких Європи, західнослов'янські племена поморян протистояли агресивній окупаційній політиці своїх християнських сусідів Данії, Польщі та Священної Римської імперії. Спочатку Казимир І, який виграв кілька битв проти поморян у 1047 році, захопив частину Помор'я. Однак за часів Болеслав II поморяни вигнали завойовників.
У трьох походах (1116, 1119 і 1121) польський князь Болеслав III Кривоустий знову окупував поморців. Територію Помор'я захопили поляки й поділили на чотири частини: Східне Помор'я з Гданськом перейшло під безпосередній контроль Польщі, де князь Болеслав призначив свого намісника. Середнє Помор'я зі Слупськом і Славно стало володінням князя Ратибора I. Західне Помор'я з Каменем, Колобрегом і Бялоґардом — володінням князя Вартислава I. Щецин і Волін стали напівнезалежними міськими республіками під контролем польського князя.
Намісники Східного Помор'я поступово трансформувалися в частково незалежних князів, які правили до 1294 року. У різний час вони підпорядковувалися Польщі та Данії. А князівство періодично поділялося на уділи зі столицями в Гданську, Бялоґарді, Свєнці, Любишеві та Тчеві і власними князями.
Вартислав I, князь Західного Помер'я, став родоначальником династії Грифинів, яка правила князівством (пізніше герцогством) до 1637 року. Князі зуміли об'єднати території по обидва боки Одеру, і в різний час були васалами Польщі, Богемії та Священної Римської імперії. Князівство періодично поділялося на уділи зі столицями в Щецині, Вологощі, Бардо, Дарлово, Диміно, Слупську та Старґарді з власними удільними князями.
Князівство Рюґен (Раян) завоювали данці 1168 року й місцевий правитель Яромир I, що заснував династію князів Рюґенських, яка правила князівством як васали данських королів до 1325 року. Потім князівство Рюґен відійшло до Західнопомеранської династії.

## Князі
Першими відомими Поморськими князями були Земомисл, Віcлав, Вритослав, Гнівомир, Святобор, Святополк, Дитрик, Ніклот та інші.
- Князі Східного Помор'я

- Князі Західного Помор'я

- Князі Руґії

- 1296—1308 — Поморські землі входять як частина Куявії до складі Польщі
- 1308—1454 — У складі Тевтонського ордену
- 1454—1466 — Тринадцятирічна війна між Польщею та Тевтонським орденом
- 1466—1772 — Поморське воєводство (1466—1772 рр.) у складі Королівства Польського, а з 1569 р. у складі Речі Посполитої з 1569 р.
- 1772—1793 — Помор'я переважно анексовано Пруссією під час Першого поділу Речі Посполитої, за винятком Гданська, який залишався за Річчю Посполитою до Другого поділу
- 1793—1807 — Провінція Західна Пруссія в Королівстві Пруссія
- 1807—1814 — частина Пруссії, за винятком вільного міста Данциг (Гданськ), клієнтської держави Наполеона, з Франсуа Жозефом Лефевром, титулярним герцогом Гданська (1808—1820)
- 1814—1918 — частина Королівства Пруссія, яке було частиною Німецької імперії з 1871 року
- 1920—1939 — частина Польщі як Поморське воєводство, за винятком вільного міста Данціг, мандат Ліги Націй
- 1939—1945 — Німецька окупація: Данциг-Західна Пруссія, провінція Німеччини
- 1945–тепер — у складі Польщі.